# CAPYBARA RESTAURANT
CAPYBARA RESTAURANT（カピバラレストラン）は、1997年10月から2001年7月29日までJ-WAVEで放送されていたラジオ番組。

## 概要
結婚・出産のため活動休止していたUAが初のラジオレギュラー番組である。
番組ではUAがオススメの本・ビデオ・映画を紹介したフリーペーパーを発行していた。
2016年4月16日に上野恩賜公園野外ステージでUAのミニライブを兼ねた復活イベントの「J-WAVE カピバラレストラン JaPonesia本店」が開催され、2016年5月1日22時 - 23時に特別番組が放送された。

## 放送時間
| 期間                   | 放送時間            |
| ---------------------- | ------------------- |
| 1997年10月 - 1999年3月 | 日曜日 23:30 - 0:30 |
| 1999年4月 - 2001年7月  | 日曜日 23:00 - 0:00 |

## ナビゲーター
- UA